# غريسيا بولي
جريسيا بولي (بالإنجليزية: Greysia Polii) (من مواليد 11 أغسطس 1987) هي لاعبة كرة ريشة سابقة إندونيسية متخصصة في فئة الزوجي. حققت العديد من الإنجازات والألقاب الدولية المرموقة، فقد حصلت على الميدالية الذهبية في زوجي السيدات خلال دورة الألعاب الآسيوية لعام 2014، ودورة ألعاب جنوب شرق آسيا لعام 2019، كما فازت بالميدالية الذهبية في أولمبياد طوكيو عام 2020. وقد نالت أيضًا ثلاث ميداليات برونزية في بطولة العالم لعام 2015 و2018 و2019. علاوة على ذلك، تشغل "بولي" منصب عضو في لجنة الرياضيين التابعة للاتحاد الدولي لريشة الطائرة (BWF) منذ عام 2013 وحتى عام 2017 ومنذ عام 2021 حتى عام 2025، وذلك لتمثيل احتياجات وآراء اللاعبين أمام مجلس إدارة الاتحاد ولجانه المختلفة.
بدأت مسيرتها الرياضية مع نادي جايا رايا في جاكارتا، وتم اختيارها للانضمام إلى المنتخب الوطني الإندونيسي لتنس الريشة عام 2003م. شاركت "غريسييا بولي" بتمثيل بلادها في عدة بطولات دولية مهمة مثل دورة الألعاب الأولمبية الصيفية لعامي 2012 و2016، ودورة الألعاب الأولمبية الصيفية 2020. وبطولة تنس الريشة في دورات ألعاب جنوب شرق آسيا لعام 2007،  والتي تمكنت فيها إندونيسيا من تحقيق الفوز بلقب البطولة في مسابقة زوجي السيدات. ووصلت اللاعبة إلى التصنيف الثاني عالميًا في تصنيف لاعبات تنس الريشة الزوجية، بالشراكة مع اللاعبة "نيتيا كريشيندا ماهيسواري".
بدأت إنجازات بولي عندما تم تشكيلها شراكة زوجية مع "جو نوفيتا"، حيث حققا سويًا لقب جراند بريكس الفضي مرتين في عامي 2005 و2007، بالإضافة إلى فضية أخرى في دورة ألعاب جنوب شرق آسيا لعام 2005 وبرونزية في بطولة الآسيان للشطرنج. بعد ذلك، شكلت "بولي" شراكة جديدة مع "نتييا كريشنا مهيسواري"، وحققتا سويا اثنين من الألقاب السوبر سيريز وثلاثة ألقاب جراند بريكس ذهبية وميدالية ذهبية في دورة الألعاب الآسيوية لعام 2014 وفضية في دورة ألعاب جنوب شرق آسيا لعام 2013، إضافة إلى ثلاثة برونزيات في بطولات العالم 2015 وآسيا 2016. وفي عام 2017، قامت "بولي" بتشكيل فريق جديد مع اللاعبة الشابة "أبرياني راهايو"، وحققتا سويًا أول ميدالية ذهبية لإندونيسيا في زوجي السيدات بدورة ألعاب جنوب شرق آسيا لعام 2019، وأول لقب لهم في بلدهم الأم في بطولة إندونيسيا ماسترز لعام 2020،  وأول ميدالية ذهبية لإندونيسيا في زوجي السيدات بأولمبياد طوكيو لعام 2020.

## الحياة المبكرة
ولدت جريسيا بولي في جاكرتا لأبوين وهما "ويللي بولي" و"إيفي باكاسي"، وكلاهما من أصول شعب ميناهاسان من شمال سولاويزي. هي الثالثة بين خمسة أشقاء. عاشت في جاكارتا حتى توفي والدها عندما كانت بعمر السنتين فقط، ثم انتقلت إلى مانادو حيث قضت طفولتها. تم تشجيعها على لعب كرة الريشة الطائرة بواسطة أختها وأيضاً بواسطة لاعبة تنس الريشة الوطنية السابقة ديانا لومبان. موهبتها أصبحت واضحة منذ سن السادسة. مدركين موهبتها، عادت هي وأمها مرة أخرى لجاكارتا عام 1995 للحصول على تدريب أفضل وفرصة لتطوير مهنتها كلاعبة تنس ريشة محترفة، بالانضمام لنادي جايا ريا جاكرتا. وقدوتها كانتا لاعبتا كرة الريشة الشهيرتان سوسي سوزانتي وتشانغ نينغ.
في النادي، لاحظت مدربة غريسية بولي ريتنو كستيجا موهبتها كلاعب مزدوج، وعندما بلغت الرابعة عشر من عمرها، اتخذت قرار التحول من اللعب الفردي للعب المزدوج. ونجحت في الانضمام للفريق الوطني سنة 2003.

## المسيرة الرياضية

### 2003-2005: بداية المسيرة الرياضية والفوز ببطولة البطولات الوطنية
بدأت مسيرتها المهنية كلاعبة زوجي سيدات وزوجي مختلط، وأظهرت غريسيا مهاراتها وقدراتها وهي بعمر السادسة عشرة. شاركت مع هينى بودانان ووصلت إلى مرحلة نصف النهائي في بطولة ماليزيا الدولية لعام 2003. كعضو في الفريق الوطني، فازت بأول لقب لها في البطولة الوطنية مشتركة مع بودانان. تغلب الثنائي على فريق كالمنتان الشرقية المؤلف من إيندرتشي إيزولينا وأنجيلين دي باو بنتيجة (8-15)، (15-8)، (15-7).
في عام 2004، ساعدت بولي المنتخب الوطني للناشئات للفوز بالميدالية البرونزية لفرق الفتيات في بطولة آسيا للناشئين لكرة الريشة، والميدالية البرونزية للفرق المختلطة في بطولة العالم للناشئين. كما حصلت على الميدالية الفضية في الزوجي المختلط في البطولة العالمية للناشئين مع محمد ريال والبرونزية في زوجي الفتيات المشترك مع بوديمان. ظهرت لأول مرة ضمن الفريق الوطني في كأس يوبر عام 2004، حيث وصل الفريق إلى الدور ربع النهائي. وكانت أبرز إنجازاتها الفردية خلال السنة الوصول لربع نهائي بطولة تايبيه الصينية المفتوحة وبطولة ماليزيا المفتوحة.
في عام 2005، فازت بالميدالية البرونزية في بطولة آسيا للناشئين في الفرق وفي زوجي الفتيات مع هيني بوديمان. في مارس، وصلت هي وبوديمان إلى الدور نصف النهائي في بطولة سويسرا المفتوحة. وبسبب الإصابة التي تعرضت لها بودانان في بطولة سويسرا المفتوحة،  أقامت بولي شراكة جديدة مع جو نوفيتا اللاعبة الكبيرة في بداية عام 2005، وفاز الثنائي بالميدالية البرونزية في بطولة آسيا،  وحقق فضية دورة ألعاب جنوب شرق آسيا. وصلت هذه الشراكة إلى الدور نصف النهائي في بطولة سنغافورة وهونغ كونغ المفتوحة لزوجي السيدات ضمن منافسات بطولة العالم جراند بريكس. وساعدت غريسيا منتخب إندونيسيا للوصول للمرحلة النهائية من كأس سوديرمان، إلا أن الفريق خسر أمام الصين بنتيجة 0-3.

### 2006-2008: الفوز بلقب بطولة العالم الكبرى
في عام 2006، بدأت غريسيا موسمها بالمنافسة في بطولة إنجلترا المفتوحة. وبالشراكة مع جو نوفيتا، خسرت في الجولة الثانية أمام الزوجين الصينيين المصنفين ثالثاً يانغ وي وجي وين في مباريات متتالية. وفي مايو، فازت غريسيا بأول لقب لها في بطولة العالم جراند بريكس لفئة السيدات في بطولة الفلبين المفتوحة بالشراكة مع نوفيتا. تغلبن في المباراة النهائية على مواطنيهن إندار نجورتاني وراني موندياستي في مباريات متتالية بنتيجة 21-16 و21-13. كما تشاركت مع محمد رجال في الزوجي المختلط، وخسرا في الدور نصف النهائي أمام الأبطال التايلانديين سودكيت براباكامول وسارالي ثونجثونجكام. وفي بطولة إندونيسيا المفتوحة والتي أقيمت في سورابايا، خرجت غريسيا من المنافسة بعد خسارتها في زوجي السيدات والمختلط أمام زوج صيني يضم تشاو تينغتينغ. وفي يونيو وصلت غريسيا للدور نصف النهائي في الزوجي المختلط والدور ربع النهائي في زوجي السيدات في بطولة سنغافورة المفتوحة.
في جولة شرق آسيا التي عقدت في شهري يوليو وأغسطس، كان أفضل إنجاز لها هو الوصول إلى نهائي بطولة كوريا المفتوحة، حيث هُزمت برفقة نوفيتا أمام يانغ وي وتشانغ جيوين بنتيجة (10-21) و(11-21) على التوالي. وبالشراكة مع نوفيتا، تأهلت للمشاركة في بطولة العالم المقامة في مدريد. خسر الثنائي في دور الـ32 لصالح البطلات الصينيات الأوائل جاو لينغ وهوانغ سوي. وبتصنيف عالمي رقم 10 في زوجي السيدات مع نوفيتا، خرجت غريسيا من الدور الثاني لبطولة اليابان المفتوحة في كل من زوجي السيدات والزوجي المختلط. وبالشراكة مع رجال، خسرا في مباراة تحديد المركز الثالث ضد تشانغ جون وجاو لينغ. وفي نوفمبر وصل الثنائي المكون من غريسيا ونوفيتا إلى الدور نصف النهائي لبطولة الدنمارك المفتوحة قبل الخسارة أمام الثنائي البولندي كاميلا أوغستين وناديدا كوستيوتشيك في مباراة مثيرة وحاسمة بنتيجة (13-21)، (21-19)، (19-21).
وفي ديسمبر، مثلت غريسيا بلادها في دورة الألعاب الآسيوية لعام 2006 في الدوحة، ولكنها لم تتمكن من المساهمة بأي نقاط للفريق حيث سقط فريق إندونيسيا للسيدات في المجموعة التأهيلية للوصول إلى النصف النهائي. وبسبب إصابة تعرضت لها نوفيتا خلال المباريات ضد ماليزيا في مرحلة المجموعات، تم تبديل غريسيا بشريكتها البديلة بيا زيباديا برناديت في الفعالية الفردية، ولكنهما تعرضتا للهزيمة في دور الـ32 بواسطة الثنائي الياباني ميوكي ماييدا وساتوكوني سوزوتينا. أنهت موسم 2006 في المركز التاسع عالميًا في فئة زوجي السيدات.
افتتحت بولي موسم عام 2007 بالمشاركة في بطولة ماليزيا المفتوحة للتنس مع شريكها الجديد فيتارا ماريسا. تقدم الثنائي إلى المباراة النهائية، إلا أنهما لم يتمكنا من هزيمة بطل العالم ثلاث مرات جاو لينغ وهوانغ سوي، على الرغم من إجبارهما للثنائي الصيني لخوض مباراة حاسمة. وبالنظر إلى أن هذا الشريك الجديد لديه آفاق جيدة، قرر المدرب الرئيسي لفريق زوجي السيدات أريونو ميرنانت الاستمرار في الشراكة بينهما. وعلى مدار البطولة التالية، وبالرغم من عدم حصولهما على اللقب، استطاع الزوجي بلوغ الدور نصف النهائي لبطولة سويسرا المفتوحة والدور ربع النهائي لبطولة إنجلترا المفتوحة وبطولة سنغافورة المفتوحة. وفي سويسرا، وصلت أيضاً للمباراة النهائية في مسابقة الزوجي المختلط بالشراكة مع محمد رجال. وفي يونيو، ساهمت في وصول منتخب إندونيسيا إلى المركز الثاني بعد المنتخب الصيني في كأس سوديرمان. وفي يوليو، وبعد تعافي نوفيتا من الإصابة، عاود الثنائي العمل معاً في منافسات تايلاند المفتوحة والصين ماسترز والفلبين المفتوحة. وكانت النتائج الأفضل لهذا الثنائي عندما وصلا للدور نصف النهائي في الفلبين. وفي الربع النهائي تمكنا من الفوز على المصنف الثالث من الصين يانغ وي وتشاو تينغ تينغ في مباراتين متقاربتين وبنتيجة (25-23) و(24-22)".
في أغسطس، شاركت في بطولة العالم لكرة الريشة في فئتي زوجي السيدات والمختلط. وفي الجولة الثانية من فئة زوجي السيدات، اضطرت للانسحاب من البطولة بسبب إصابة رباط ركبتها اليمنى. في الجولة الأوروبية في أكتوبر ونوفمبر، كانت أفضل نتيجة لها هي الوصول إلى الدور نصف النهائي في بطولة فرنسا المفتوحة. وفي البطولة الوطنية التي أقيمت في سولو، نجحت غريسيا بالتعاون مع نوفيتا في الدفاع عن لقب الزوجي الذي فازت به قبل عامين مع هيني بوديمان. وفي ديسمبر كانت أحد أعضاء فريق كرة الريشة للسيدات الإندونيسي الفائز في دورة ألعاب جنوب شرق آسيا والتي أقيمت في ناخون راتشاسيما، تايلاند، وفازت بثاني ميدالية فضية لها في فئة زوجي السيدات في الدورة.
في النصف الأول من موسم عام 2008، لم يحقق نتائج مرضية مع شركائها جوانا نوفيتا ومحمد رجال، حيث كان أفضل إنجازاتها وصولهما إلى ربع نهائي زوجي السيدات في بطولة ألمانيا وإنجلترا وآسيا وإندونيسيا. كما وصلا كثنائي مختلط للربع النهائي في البطولة المقامة في كوريا وألمانيا والهند. وفي مايو، ساعدت بولي منتخب بلادها إندونيسيا للوصول لنهائي كأس يوبر التي أقيمت في جاكارتا، وانتهى المطاف بالمنتخب كوصيف للبطولة. بعد ذلك تعاونت مع نتييا كريشنا مهيسواري في زوجي السيدات ومع فاندري ليمبلي في الزوجي المختلط.
كان أفضل إنجازاتهما معاً الوصول لقبل نهائي بطولة الدنمارك المفتوحة للسيدات كخاسرة أمام الثنائي الصيني تشنغ شو وتشاو يونلي المصنفة السابعة عالمياً، والوصول إلى ربع النهائي في بطولة اليابان المفتوحة وماستر الصين في منافسات الزوجي المختلط. وعلى الرغم من عدم التعاون مع نوفيتا في بقية مباريات الموسم لعام 2008، إلا أنهما تأهلا للمشاركة في أول سلسلة سوبر ماسترز نهائية تقام في كوتا كينابالو، ماليزيا. ووصل الثنائي للدور نصف النهائي، لكنهما خسرا لصالح مواطنيهم ليليانا ناتسر وفيتا ماريسا بنفس النتيجة 2-0 (19-21، 17-21).

### 2009-2012
في عام 2009، ركزت بولي فقط على رياضة واحدة وهي كرة الريشة الطائرة للسيدات، ولعبت فقط في زوجي السيدات مع نتييا كريشنا مهيسواري. وعلى الرغم من خروجها المبكر من دورتين أوروبيتين وهما بطولة إنجلترا المفتوحة وبطولة سويسرا المفتوحة، فقد وصلت إلى المباراة النهائية في بطولة سنغافورة المفتوحة. ونجح فريقها المؤلف منها ومن شريكتها في الفوز على الثنائي الماليزي تشين يي هيوي وونغ باي تي من المرتبة الأولى عالمياً في ربع النهائي، ثم تغلبن على الثنائي الدنماركي ليندا فرير كريستنسين وكاميلا ريتستر يول من المرتبة التاسعة في نصف النهائي. وفي شهر مايو، كانت بولي جزءًا من المنتخب الإندونيسي الذي وصل إلى الدور قبل النهائي في كأس سودرمان التي أُقيمت في قوانغتشو. شاركت بولي ومهيسواري أيضًا في بطولة العالم لكرة الريشة الطائرة التي أُجريت في حيدر آباد بالهند، وتم تصنيفهن بالمركز الثالث عشر. توقف مشوارهن في البطولة عند الجولة الثالثة بالخسارة أمام الثنائي الفائز بالميدالية الذهبية الأولمبية الخامسة والمصنفة الدولية الخامسة جينج ويو يانغ بواقع 2-0 (20-22، 12-21). وتمكن لاحقًا من الوصول إلى الدور قبل النهائي في بطولتي اليابان وفرنسا المفتوحتين، لكن تم إقصاؤهن بواسطة الثنائي الصيني ماجي جين ووانغ شياو لي في كلا البطولتين. وفي ديسمبر، شاركت بولي في ألعاب جنوب شرق آسيا التي أُقيمت في فينتيان، لاوس. وفازت بالميدالية الفضية في مسابقة فرق السيدات، ووصلت وزميلتها مهيسواري إلى التصنيف الثاني في منافسة الفردي لزوجي السيدات، وتأهلتا للدور التالي دون لعب مباراة بسبب انسحاب الفريق المنافس، ولكن خروجهما من المنافسة انتهى في الدور الربع النهائي بعدما واجهن الفريق التايلاندي المكون من سافيتري أميترباي وفاشارابورن مانكيت.
في يناير من العام 2010، حصلت بولي على لقب البطلة المزدوجة في البطولة الوطنية لعام 2009، حيث فازت بلقب زوجي السيدات مع ميلانيا جاهاري ولقب الزوجي المختلط مع تونتوي أحمد. وفيما يخص الشراكة بين بولي وجاهاري، فقد حققن نجاحًا كبيرًا في سلسلة السوبر، ووصلن إلى مرحلة النصف نهائي في بطولة سنغافورة المفتوحة، كما كنّ في المركز الرابع في بطولات إنجلترا وإندونيسيا وماسترز الصين. وقد وصلن كذلك إلى المرحلة النهائية في كل من بطولة ماكاو المفتوحة والبطولة الإندونيسية للجائزة الكبرى الذهبية. وكانت بولي أيضًا ضمن قائمة اللاعبات اللاتي وصَلن إلى الدور الربع النهائي في بطولة آسيا للشطرنج في فئتي زوجي السيدات والمختلط، كما أنها كانت جزءًا من منتخب بلادها الوطني الذي حصل على الميدالية البرونزية في كأس يوبر وكأس الألعاب الآسيوية. وبنهاية الموسم الرياضي، تمكنت بولي من الحصول على المركز التاسع عالميًا في ترتيب منافسات زوجي السيدات وفقًا لتصنيف الاتحاد الدولي للريشة الطائرة، والمركز الثامن في ترتيب بطولات السوبر، مما أهلها للمشاركة في نهائيات سلسلة السوبر في تايبيه، رغم عدم وصولها إلى مرحلة النصف النهائي، إذ اكتفت باحتلال المركز الثالث في المجموعة التأهيلية.
في عام 2011، لم تتمكن بولي برفقة شريكتها السابقة ميلانيا جاهاري من تحقيق أي ألقاب رياضية. ولكنهما حققتا نتائج جيدة في بعض الأحداث المهمة لبطولات السوبر، حيث وصلت بولي إلى مرحلة نصف النهائي في بطولة الهند المفتوحة، بينما تأهلت إلى الدور الربع النهائي في بطولتي سنغافورة وإندونيسيا المفتوحتين. وفي الجولة الثانية لبطولة إندونيسيا المفتوحة التي تعتبر أحد أهم أحداث بطولات السوبر، تلقت بولي بطاقة صفراء من الحكم الرسمي بسبب استهلاكها لوقت طويل أثناء مباراة متقاربة ضد اللاعبتين ما جين وبان بان. أما في بطولة الجائزة الكبرى، فقد شاركت بولي في البطولة الصينية التايوانية وحققت فيها مركز الوصيف بعد خسارتها في المباراة النهائية أمام الثنائي الكوري المكون من ها جونج يون وكيم مين جونغ. ووصلت بولي أيضاً إلى مرحلة نصف النهائي في بطولة ماليزيا المفتوحة وسويسرا المفتوحة. وأثناء المباراة النهائية للبطولة الصينية التايوانية ضد نفس الفريق الكوري، اضطرت بولي للانسحاب من المباراة في جولتها الثالثة لتلقي العلاج في المستشفى إثر تعرضها لإصابة قوية في كتفها الأيمن خلال مجريات الجولة الثانية للمباراة. وتسبب هذا الحادث بتعرض بولي لصعوبة كبيرة في تقديم الضربة القفوية فيما بعد.
وفي شهر أغسطس، شارك الثنائي بولي وجاهاري في بطولة العالم المقامة في لندن. إلا أنهما تعرضتا للخسارة في دور ربع النهائي أمام فريق ميوكي مايدا وساتوكو سوزوكينا، ليترفع بذلك عدد خسائرهما المتتالية أمام ذلك الفريق إلى أربعة خسائر دون تحقيق فوز واحد. كما أن بولي كانت جزءاً من المنتخب الوطني الإندونيسي الذي تمكن من الفوز بالميدالية البرونزية في كأس سوديرمان، وذلك بعدما خسرن في الدور نصف النهائي لصالح المنتخب الدنماركي بنتيجة ثلاثة أهداف مقابل هدف وحيد.
بدأت بولي موسم العام 2012 بالمشاركة في بطولة كوريا المفتوحة ضمن سلسلة بطولات سوبر السلسلة الرئيسية، واستطاعت الوصول إلى الدور الربع نهائي مع شريكتها السابقة ميلانيا جاهاري. ولكنها تعرضت للإقصاء المبكر في عدة منافسات أخرى، بما في ذلك بطولة سوبر سيريس الماليزية وبطولة إنجلترا المفتوحة وبطولة الهند المفتوحة. وفي يونيو، تمكنت بولي من بلوغ مرحلة النصف نهائي في كل من بطولتي إندونيسيا وسنغافورة المفتوحتين،  مما ساهم بشكل كبير في تقليص الفارق بينها وبين الفريق الياباني المؤلف من ميوكي ميدا وساتو سوتيزونا إلى خسارة واحدة فقط مقابل أربعة انتصارات متتالية. وتمكنت بولي وجاهاري من التغلب على اليابانيين في الدور الربع نهائي لبطولة إندونيسيا المفتوحة.
في دورة الألعاب الأولمبية الصيفية 2012،، تم استبعاد اللاعبة غريسي بولي وشريكتها ميليانا جاهاري، بالإضافة إلى جونغ كيونغ وآنا كيم وها جونغوون وكيم مينجوان من كوريا الجنوبية وجانغ سويالي ويو يانغ من الصين، بسبب "عدم استخدام أقصى جهودهن للفوز بالمباراة" و"السلوك غير الرياضي الواضح" خلال المباريات التي أقيمت في اليوم السابق. وخاضت غريسي وميليانا مباراة ضد ثنائي منتخب كوريا الجنوبية "ها جونغ يون" و"كيم مين-جونغ". وقد قدمت دولة إندونيسيا استئنافاً لهذا القرار ولكنها سحبته لاحقاً.

### 2013‏-2015

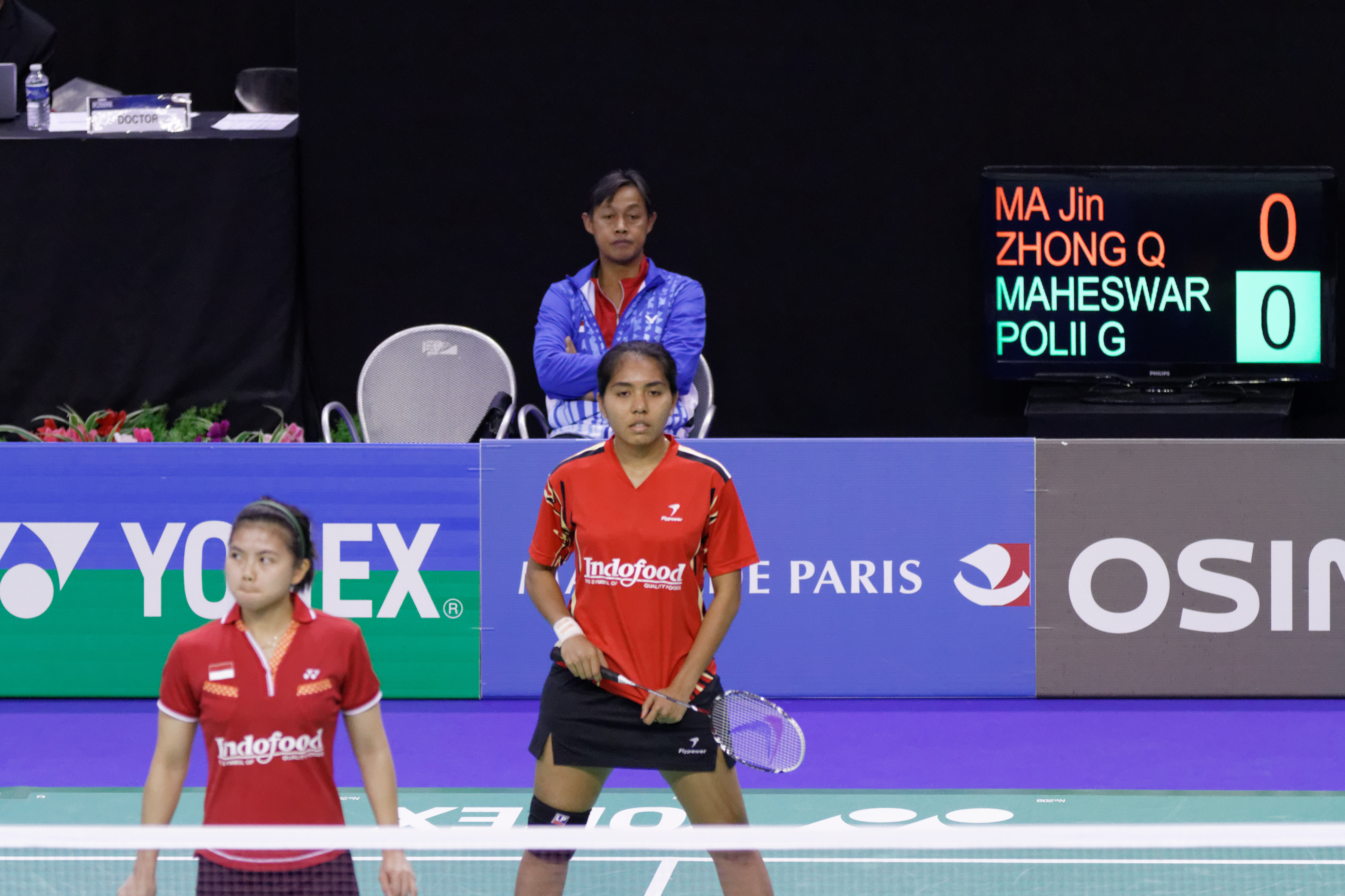
بولي وشريكتها نيتيا كريشيندا ماهيسواري في سلسلة السوبر الفرنسية لعام 2013

بدأت بولي الموسم عام 2013 بالشراكة مع ميليانا جاهاري، ولكنها خسرت في الأدوار الأولى لبطولتي كوريا وماليزيا المفتوحتين. ثم شكلت بولي شراكة جديدة مع الشابة "أنجيا شيتا أواندا" الحاصلة على الميدالية الفضية في بطولة العالم للناشئين عام 2011. لكن هذه الشراكة لم تدم طويلاً، وكان أفضل إنجاز حققته بولي وأنجيا هو وصولهما لربع النهائي في بطولة نيوزيلندا المفتوحة. وفي مارس تم انتخاب بولي لشغل منصب عضو في لجنة الرياضيين التابعة للاتحاد الدولي لكرة الريشة لمدة أربع سنوات، بهدف تمثيل مطالب وآراء اللاعبين وإيصالها لمجلس إدارة الاتحاد ولجانه المختلفة.
استعداداً لمشاركة إندونيسيا في كأس سوديرمان بكوالالمبور، استأنفت بولي شراكتها مع "نيتيا كريشيندا ماهيسواري". وفي أول مباراة لهما معاً في كوالالمبور، استطاع الثنائي تقديم نقطة لصالح إندونيسيا أمام الهند. وبعد غياب دام لأربع سنوات عن المشاركة في البطولات، تمكن أخيراً فريق بولي وماهريشي من تحقيق لقب "سباق الجائزة الكبرى الذهبي" الأول في بطولة تايلاند المفتوحة للتنس، وذلك بعد تغلبهم على الثنائي الياباني يوريكو ميكي وكوهارو يونيموتو بنتيجة 21-7، 21-13. كما وصلا إلى المراحل النهائية في سوبر سيريس في بطولة سنغافورة وفرنسا المفتوحة، وبلغا أيضا الدور ربع النهائي في بطولتي إندونيسيا والصين ماسترز. وخلال مشاركتهما في بطولة فرنسا المفتوحة، نجح فريق بولي وماهريشي في الفوز على الثنائي الصيني المكون من وانغ شيانغلي ويوي يانغ المصنف عالمياً والأول في التصنيف الفردي، وذلك بعد مباراة قوية حامية الوطيس انتهت بفوزهما بنتيجة 21–17، و14–21، و23–21. وفي ديسمبر حققت بولي ميداليتها الفضية الثالثة للسيدات في زوجي التنس بدورة ألعاب جنوب شرق آسيا المقامة في ميانمار.
في عام 2014، بدأت بولي الموسم الرياضي بالمشاركة في بطولة كوريا المفتوحة للتنس كمتأهل للمربع الذهبي، وأيضاً شاركت في بطولة ماليزيا المفتوحة للتنس ووصلت للدور الربع نهائي. وفي مارس، تأهلت للمباراة النهائية في بطولة الجائزة الكبرى السويسرية المفتوحة بعدما استطاعت الفوز على كريستينا بيدرسن وكاميلا ريتر جول في الدور ربع النهائي، وعلى المصنفة السابعة لو ينغ ولوه يو في الدور نصف النهائي. إلا أنها وزميلتها مهريش لم تتمكنا من إحراز اللقب بعدما خسرتا المباراة النهائية أمام "باو ييكسين" و"تانغ جينهوا" بنتيجة 21-19، 16-21، 13-21. جدير بالذكر أن هذه الخسارة هي الرابعة لبولي ومهارش ضد الفريق المنافس في مجموع المواجهات التي جمعت بينهما حتى الآن، حيث كانت نتيجة اللقاء السابق الذي جمع الفريقين في سويسرا خسارة أخرى لفريق بولي ومهارش بواقع 0-4.
وبالانتقال للحديث عن بطولة سنغافورة المفتوحة للتنس، فقد تلقت بولي وفريقها الهزيمة الخامسة على يد باو تانغ، وكانت هذه المرة في الدور ربع النهائي بعد خسارتهما في مباراتين متقاربتين وبنتيجة واحدة وهي 20-22، 20-22. أما بالنسبة للمشاركة في كأس يوبر والتي أقيم في مدينة نيو دلهي الهندية في مايو، فقد وصل فريق بولي إلى الدور ربع النهائي ولكنه خرج منه. وفي يونيو شاركت بولي في بطولة إندونيسيا المفتوحة للتنس ضمن منافسات زوجي السيدات برفقة زميلتها مهاريسري، وكذلك شاركت في الزوجي المختلط بصحبة اللاعب كيفن سانجايا سوكامولجو. وقد خسرت بولي في كلتا البطولتين خلال الجولة الثانية، ولكنها نجحت رفقة شريكها سوكامولجو في الإطاحة بالفريق المتوج باللقب العالمي والمصنف رقم واحد عالميًا والمكون من "تشانغ نان" و"تشاو يونلي" في أولى جولات البطولة وبواقع 15-21، 21-18، 23-21.
في يوليو 2014، تمكنت بولي من تحقيق لقب جراند بريكس جولد للمرة الثانية لها وذلك برفقة زميلتها نيتا كريشنا ماهيسواري، وكان ذلك في بطولة تايوان الصينية المفتوحة للتنس، بعدما تغلبن على الثنائي وانغ شياوولي ويو يانغ في المباراة النهائية. ونتيجة لهذا الإنجاز الكبير، تأهّلت بولي للمنافسة في بطولة العالم لكرة الريشة والمقرر إقامتها في كوبنهاغن، ولكن الحظ لم يكن حليفها، حيث خسرت في الدور ربع النهائي أمام الثنائي ريكا كاكيوا وميوكي مايدا. وفي سبتمبر من نفس العام، حصلت بولي على الميدالية الذهبية لمنافسات كرة الريشة الزوجية للسيدات في دورة الألعاب الآسيوية المقامة بمدينة إنتشون الكورية الجنوبية، وشاركت في هذا الحدث الهام مع زميلتها ماهيسواري. ولم تتوقف مسيرة النجاح عند هذا الحد، بل تمكنّ سوياً من التغلب على فرق ثنائي قوية ومؤهلة للوصول للنهائي، مثل ثنائي كاكيوا ومايدا في مباراة الربع نهائي، والثنائي تيان تشينغ وتشاو يونلي في نصف النهائي، قبل أن يتوجّها للفوز بلقب البطولة إثر انتصارهما المستحق على الثنائي المصنف الأول عالمياً والمتألف من ميساكي ماتسوتومو وأياكا تاكاهاشي في المباراة الختامية. وبعد تقديم أداء مميز في بطولة الصين المفتوحة للتنس وتحقيق المركز الرابع فيها، والمشاركة في بطولة هونغ كونغ المفتوحة والوصول إلى المربع الذهبي، انتقلت بولي وماهيسواري للعب في نهائيات سلسلة بطولات دبي العالمية للريشة الطائرة، لكن لسوء الحظ، اضطرّ الثنائي للانسحاب من المنافسة بسبب إصابة تعرضت لها ماهيسواري في أول مواجهة لهما أمام فريقي كاكييو وماييدا.
بدأت بولي موسم عام 2015 بالمشاركة في بطولة ماليزيا ماسترز للتنس، ووصلت للدور ربع النهائي بصحبة زميلتها نيتيا كريشيندا ماهيسواري. كما وصلتا معاً لنفس المرحلة في كل من بطولات إنجلترا وماليزيا وأستراليا للتنس. وفي شهر مايو من نفس العام، شاركت بولي ضمن صفوف المنتخب الإندونيسي لكرة الريشة في منافسات كأس سوديرمان والتي أقيمت في دونغقوان بالصين، وساهم تألقها الملفت خلال هذه المسابقة في حصول منتخب بلادها على الميدالية البرونزية. وبالانتقال لشهر يونيو، نجحت بولي وزميلتها ماهيسواري بالوصول للمباراة النهائية لبطولة إندونيسيا المفتوحة للتنس، إلا أنهما لم يتمكّنا للأسف من اعتلاء منصة التتويج والظفر باللقب، بعد خسارة المباراة النهائية لصالح الفريق المكون من اللاعبتين تيان كينغ وتانغ جينهوا. وعلى الرغم من تلك الخسارة، فإن بولي وماهيسواري استطاعتا الحفاظ على اللقب الذي توجّه بهتا سابقاً في بطولة تايوان الصينية المفتوحة للتنس، وذلك بتخطيهما عقبة الفريق المتربع على عرش التصنيف العالمي آنذاك والذي يتألف من اللاعبتين ميساكي ماتسوتومو وأياكا تاكاهاشي في النصف نهائي، ومن ثم الفوز على الثنائي المصنف ثانياً عالميّاً والذي يتكون من اللاعبتين لو ين ولو يو في المباراة النهائية.
في أغسطس من ذلك العام، تمكنت بولي برفقة زميلتها ماهيسواري من الحصول على الميدالية البرونزية في بطولة العالم للريشة الطائرة التي أُقيمت في جاكارتا بإندونيسيا. وبعد مرور شهر واحد فقط، حققا سوياً أول لقب لهما في إحدى بطولات سوبر سيريس في كوريا المفتوحة. وبنهاية العام نفسه، وصلت بولي مع شريكتها ماهيسواري إلى الدور نصف النهائي في ثلاث بطولات أخرى لسلسلة السوبر وهي بطولة فرنسا المفتوحة وبطولة هونغ كونغ المفتوحة وكذلك نهائيات سلسلة السوبر العالمية للريشة الطائرة في دبي،  علاوة على وصولهما للمباراة النهائية لإحدى البطولات الكبرى لفئة الجائزة الكبرى الذهبية، ألا وهي بطولة ماسترز إندونيسيا. وقد انتهى المطاف ببولي وماهيسواري كثالث أفضل ثنائي عالمياً وفق تصنيف الاتحاد الدولي للريشة الطائرة.

### 2016

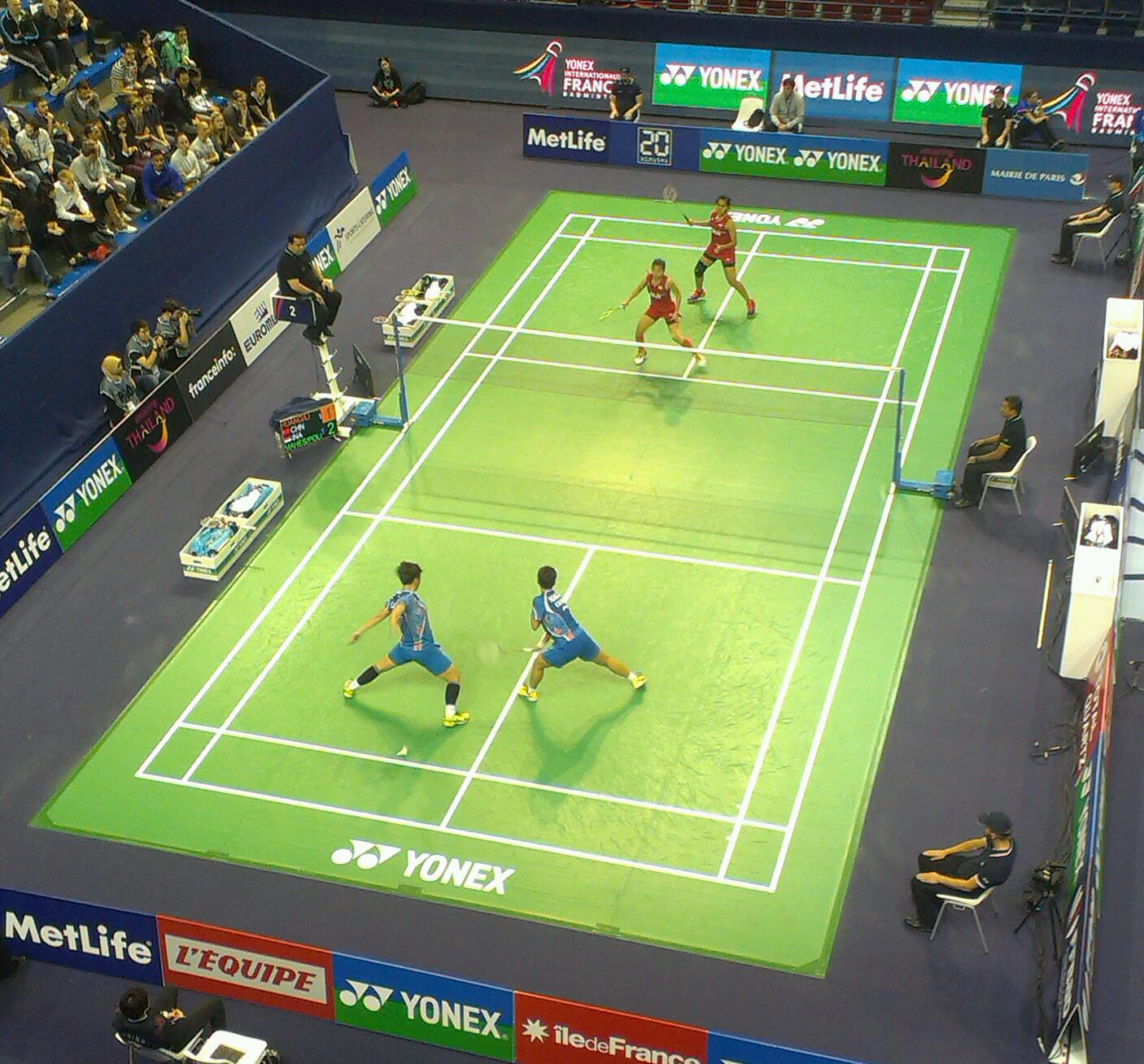
بولي وماهيسواري في ربع نهائي بطولة فرنسا المفتوحة 2016 ضد لي ينهوي وهوانغ دونغبينغ

في يناير من ذلك العام، تمكنت بولي برفقة زميلتها نيتا كريشنا ماهيسواري من الوصول لأعلى ترتيب لها كثاني أفضل فريق عالمياً في فئة زوجي السيدات. وبدأت الاثنتان رحلتهما لموسم جديد في مارس، وتمكنتا من بلوغ الدور نصف النهائي في بطولة ألمانيا المفتوحة للتنس، ولكنهما خسرتا أمام الزوجي التايلاندي المؤلف من بوتيتا سوباجيراكول وسابسيري تيراتاناتشاي بسبب نتيجة مباراة حاسمة وصعبة. وفي أبريل، استطاعت بولي وماهيسواري الوصول أيضاً إلى دور الأربعة في بطولتي الهند وماليزيا المفتوحتين للتنس،  قبل أن تحققا ثاني لقب لهما في بطولات سوبر سيريس، وكان ذلك في بطولة سنغافورة المفتوحة، حيث ظفروا بهذا اللقب بدون الحاجة للعب أي مباريات، إثر انسحاب الزوجين اليابانيين ميساكي ماتسوتومو وأياكا تاكاهاشي من المباراة النهائية بسبب إصابة تعرضت لها ماتسوتومو أثناء خوضها لمباراة نصف النهائي.
تمكنت بولي وزميلتها مهاريشي ميهراني من الفوز بالميدالية البرونزية في بطولة آسيا لكرة الريشة والتي أقيمت في مدينة ووهان الصينية، وذلك بعد خسارتهما في الدور نصف النهائي أمام الثنائي الياباني المكون من ناوكو فوكومان وكورومي يوناو بنتيجة متقاربة بلغت 21-13 و19-21 و22-24 في مباراة استغرقت ساعتين وواحد وأربعين دقيقة، مسجلة رقمًا قياسيًا لأطول مباراة في كرة الريشة على الإطلاق. وفي مايو شاركت بولي بصحبة المنتخب الإندونيسي للسيدات في منافسات بطولة كأس يوبر في مدينة كونشان بالصين، إلا أن الفريق لم يتمكن للأسف من تجاوز ربع النهائي، ليودع البطولة لصالح منتخب كوريا الجنوبية. أما في يونيو، فقد انتهت مسيرة بولي ومهاريشي عند نهائي بطولة أستراليا المفتوحة للتنس، بعدما تعرضن للهزيمة على يد الثنائي الصيني باو ييشين وتشينغ تشينغ تشن.
شاركت للمرة الثانية في دورة الألعاب الأولمبية الصيفية التي أقيمت في ريو دي جانيرو بالبرازيل، وكانت هذه المرة تلعب مع شريكتها مهاريشي مهراني. وقد تمكن الزوجان من تحقيق ثلاثة انتصارات خلال مرحلة المجموعات وتأهلا بذلك إلى مرحلة خروج المغلوب. غير أنهما تعرضا لخسارة في الدور الربع النهائي أمام الثنائي الصيني المؤلف من تانغ ينتاي وتو يانغ، وأنهيا مسيرتهما في تلك المنافسة بنتائج نهائية بلغت 11-21 و14-21. وعلى صعيد الجولة الأوروبية في أكتوبر، استطاع هذا الثنائي الوصول إلى المربع الذهبي في الدنمارك والدور الربع النهائي في بطولة فرنسا المفتوحة. ومن الجدير بالذكر أن هذا الثنائي كان مؤهلاً للمشاركة في نهائيات سلسلة سوبر بادمنتون العالمية، لكنهما اضطرّا للانسحاب من المنافسة بسبب خضوع مهاريشي مهراني لعملية جراحية في الركبة، وتم استبدال مكانهما بكل من فوفيان هوو وويلوين خي وي.

### 2017
بسبب إصابة تعرضت لها شريكتها السابقة مهاريشي مهراني، حاولت بولي البحث عن شركاء جدد، حيث تعاونت أولاً مع روزيتا إيكا بوتري ساري وأيميليا براديتا. ومع بوتري ساري، وصلت اللاعبتان معاً إلى المباراة النهائية لبطولة تايلاند للماسترز، لكن الحظ لم يحالفهن وخسرن أمام الثنائي الصيني تشين قينغ تشن وجيا ييفيان. كما خسرن أيضاً في الأدوار المتقدمة من بطولة جولة أوروبا في بطولات ألمانيا وإنجلترا وسويسرا المفتوحة. وفي شهر مايو لعبت بولي بصحبة أبيريانتي راهياتو كثنائي جديد في كأس سودرمان التي أقيمت في جولد كوست بأستراليا. وبالرغم من أنه قد تم تكوين هذا الثنائي منذ فترة قصيرة لا تتجاوز الشهر الواحد فقط، إلا أنهن حققن أول لقب لهن في بطولة تايلاند المفتوحة للتنس إثر فوزهن على زوجي تايلاند المحلي تشاينارات شالادتشام وفاتايماناس موونوانغ بواقع مجموعتين دون مقابل وبواقع 21-12 و21-12. كما حصدن سوياً اللقب الأول لهما ضمن سلسلة بطولات السوبر في بطولة فرنسا المفتوحة للتنس، وذلك بعد مرور خمسة أشهر فقط على تشكيل فريقهما المشترك.
حققت بولي وراهياتو إنجازات عديدة في عام 2017، منها وصولهما إلى المركز الثاني في هونغ كونغ، ووصولهما إلى نصف نهائي البطولة المقامة في نيوزيلندا، وإلى ربع نهائي بطولة كوريا المفتوحة. كما ساعدت بولي الفريق الإندونيسي النسائي للفوز بالميدالية البرونزية في دورة ألعاب جنوب شرق آسيا التي أُقيمت في كوالالمبور، ولكن للأسف خسرت هي وشريكتها راهايو في الدور الأول من مسابقة الفردي والزوجي للسيدات لصالح الثنائي الفائز بالبطولة والذي يتألف من "جونغكولفان كيتثاراكول" و"راويندا براجونغجاي". ووصلت شراكة بولي وراهايو والتي تشكلت لأول مرة في شهر مايو إلى أعلى مستوى مهني بالنسبة إليهما باحتلال المرتبة العاشرة في التصنيف العالمي للاتحاد الدولي لكرة الريشة في نوفمبر.

### 2018
في يناير، بدأت بولي وأبرياني راهايو الموسم بالوصول إلى نهائيات بطولة إندونيسيا للماسترز، لكنهما خسرا في النهائي أمام الثنائي المكون من ميساكي ماتسوتومو وأياكا تاكاهاشي. وبعد ذلك بشهر واحد فقط، لعبتا كثنائي في المرتبة الثالثة في بطولة الهند المفتوحة وفازتا باللقب بعدما تغلبتا على الثنائي المتصدر كريستينا بيدرسن وكاميلا ريتر في نصف النهائي، ثم فازتا على الثنائي الثاني المؤلف من "جونغكولفان كيتثاراكول" و"رويندا براجونغجاي" النهائي. وشاركت بولي أيضًا مع فريق السيدات الإندونيسي الذي حصل على الميدالية البرونزية في بطولة آسيا للفرق، وتأهلن للربع النهائي في كأس يوبر الذي أُقيم في بانكوك.
في يوليو، خسرت بولي وشريكها راهايو في الربع النهائي لبطولة إندونيسيا المفتوحة للتنس أمام يوكي فوكوشيما وساياكا هيروتا، لكن بعد أسبوع فقط، فازت بثالث لقب لها في بطولة تايلاند المفتوحة، حيث تمكنت هي وشريكتها راهايو من الدفاع عن اللقب الذي سبق لهما الفوز به في العام السابق عندما كانت هذه البطولة تحمل اسم الجائزة الكبرى أو جراند بريكس. وفي أغسطس حصلتا على الميدالية البرونزية في بطولة العالم في نانجينغ، وحصلتا أيضاً على ميدالية برونزية أخرى في زوجي السيدات وميدالية فضية في في دورة الألعاب الآسيوية في نفس الشهر. ولم يتجاوز إنجاز الثنائي في بقية جولات عام 2018 الوصول إلى نصف النهائي في اليابان والصين والدنمارك وفرنسا وهونغ كونغ والربع النهائي في بطولة فوتشو الصين المفتوحة. حقق الثنائي أعلى مستوياتهما في مسيرتهما بوصولهما إلى المرتبة الثالثة عالمياً في سبتمبر في تصنيف الاتحاد الدولي لكرة الريشة.

### 2019-‏2022

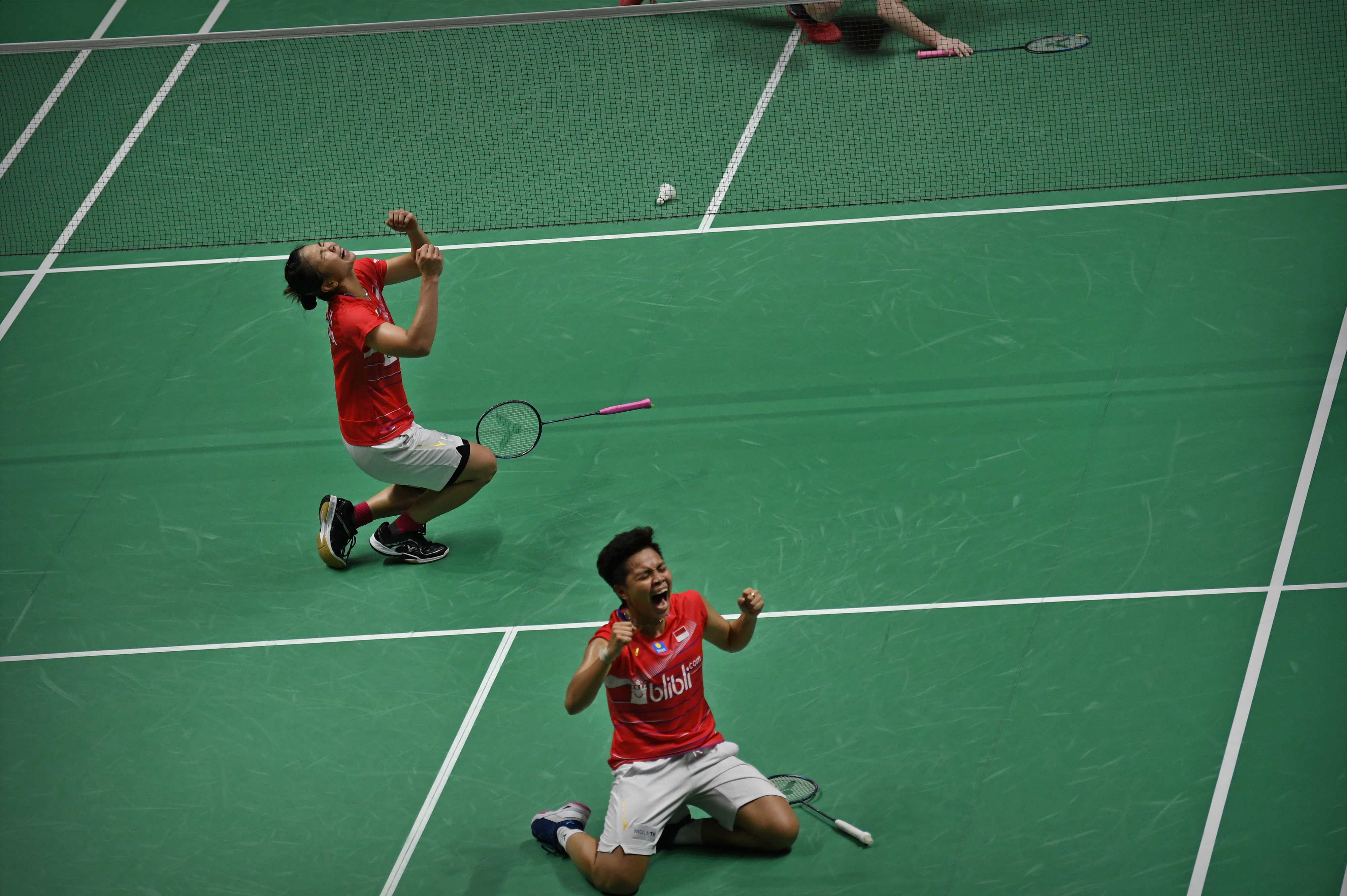
بولي وأبرياني راهايو يحتفلان بعد فوزهما ببطولة إندونيسيا ماسترز لعام 2020

افتتحت بولي موسم 2019 كوصيفة في بطولة ماليزيا ماسترز مع شريكتها رهياتو. وقد وصلتا إلى الدور نصف النهائي للبطولة، حيث تمكنتا من هزيمة الثنائي الياباني ميزاكي ماتسوبامي وأياكا تاكاهاشي بشق الأنفس وبواقع نقطتين مقابل نقطة واحدة، مما رفع رصيدهما من الانتصارات المتتالية ضد خصومهم اليابانيين ليصبح 8 انتصارات مقابل خسارتين. ولكن بعد أسبوع واحد فقط، خسر الثنائي مرة أخرى أمام ماتسوبامي وتاكاهاشي في بطولة إندونيسيا ماسترز، وكانت النتيجة النهائية للمباراة بفوز الفريق الآخر بواقع نقطتين مقابل نقطة واحدة. وفي مارس وصلتا بولي وراهايو إلى ربع نهائي بطولتي ألمانيا وإنجلترا المفتوحتين،  ثم انتزع بولي وراهايو لقبهما الثاني في بطولة الهند المفتوحة بفوزهما على "تشاو مي كوان" و"لي منغ يان" في النهائي. في مايو، وصلت إلى جانب الفريق الإندونيسي إلى الدور نصف النهائي في كأس سوديرمان في ناننينغ، وحصلت على الميدالية البرونزية. وفي يونيو تأهلت بولي وراهايو إلى الدور نصف النهائي لبطولة أستراليا المفتوحة بعدما تغلبتا على الثنائي الأول والمصنف رقم 1 عالميًا ماي يو متسوموتو وواكانا ناجاهارا في مباراة ربع النهائي، إلا أنهما خسرا في النهاية لصالح الثنائي الصيني تشينج تشي ينج وجيا ييفان، وهي الخسارة السابعة لهم في سبع لقاءات بينهما.
في بطولة العالم للريشة الطائرة التي أقيمت في بازل بسويسرا، حصل الثنائي المكون من بولي وشريكتها راهايو على الميدالية البرونزية، وذلك بعد خسارتهما في الدور نصف النهائي أمام البطلين النهائيين ماتسوبامي وناغاهارا. وبعد انتهاء بطولة العالم، قيم مدرب بولي "إنج هيين" أداء الثنائي وقال إنهما لم يكونا عند المستوى المعهود بهما سابقًا. وفي نهاية الموسم الرياضي لعام 2019، فقد كان أفضل إنجازاتهما وصولهما إلى الدور نصف النهائي في بطولة الصين تايبيه المفتوحة، إلا أن نتائجهما اللاحقة لم تكن مرضية بشكل كبير، حيث تعرضا لخسائر عديدة في المراحل الأولى للبطولات المختلفة. وأخيرًا حققت بولي أول ميدالية ذهبية لها في رياضة الزوجي للسيدات في دورة ألعاب جنوب شرق آسيا، علما بأنها شاركت للمرة الأولى في هذه الدورة قبل 14 عاماً مضت. وفاز الثنائي المؤلف من بولي وراهايو على الثنائي التايلاندي :شايانيت شلادشالام" و"فاتيماس موينونج" بنتيجة 21-3 و21-18.
بدأ الثنائي المكون من بولي وأبرياني راهايو واللذان ترتيبهما الثامن عالمياً جولتهما في بطولة ماليزيا للماسترز عام 2020. وفي تلك البطولة، وصلا إلى الدور نصف النهائي وخسرا فيه أمام الثنائي الصيني لي وينمي وتشنغ يو. وبعد أسبوع واحد فقط في بطولة إندونيسيا ماسترز، فازت بولي بأول لقب دولي لها في بلدها الأم إندونيسيا، وذلك بعدما تغلبت مع شريكتها راهايو على الثنائي الدنماركي مايكين فرورجارد وسارة ثايجيسن في مباراة حماسية. وفي شهر فبراير، حصلت بولي على ثاني ألقابها لهذا العام بفوزها ببطولة برشلونة إسبانيا ماسترز. وكان الفوز في المباراة النهائية ضد الثنائي البلغاري غابرييلا ستويفا وستيفاني ستويفا في مباراة مطاطية. ولكن في مارس في بطولة إنجلترا المفتوحة، خسر الثنائي في الجولة الأولى أمام الثنائي الكوري الجنوبي "تشانغ يي نا" و"كيم هاي-رين" في مباريات متتالية. وبسبب جائحة كوفيد-19، تم إلغاء أو تأجيل العديد من البطولات ضمن جولة الاتحاد الدولي لكرة الريشة العالمية لعام 2020 حتى وقت لاحق من ذلك العام.
في يونيو شارك الثنائي بولي وفابي فالنسيا دويجايانتي غاني في بطولة جمعية لاعبي كرة الريشة الإندونيسيين الداخلية وأنهوا المسابقة في المركز الثالث. ثم عادت بولي للمشاركة في المنافسات الدولية في بطولة الساق الآسيوية لعام 2020 والتي عقدت في يناير من عام 2021. وبالشراكة مع رهياتو تمكنت بولي من تحقيق أول فوز لها في إحدى بطولات الاتحاد الدولي لكرة الريشة فئة الـ(1000 سوبر) وهي بطولة تايلاند المفتوحة للصانعين. وقد خصّصت هذا اللقب لشقيقها الأكبر ريكيتسيا والذي يعتبر بمثابة والدها الثاني منذ وفاة والدهما عندما كانت طفلة، وتوفي شقيق بولي بعد زفافها في ديسمبر من عام 2020. وبعد مرور أسبوع واحد فقط وصل الثنائي بولي وراهايو إلى الدور نصف النهائي لبطولة تويوتا تايلاند المفتوحة لكنهما خسرا هناك في مباراتين أمام الثنائي الكوري الجنوبي "لي سو هي" و"شين سيونج تشان". وخاض الثنائي بعدها منافسات نهائيات جولة الاتحاد الدولي لكرة الريشة ولكنه فشل في تجاوز دور المجموعات.
في عام 2021، كان من المقرر أن يشارك فريق بولني في بطولة عموم إنجلترا المفتوحة، ولكن فيما بعد انسحب الفريق الإندونيسي بسبب قرار صادر عن الاتحاد الدولي لكرة الريشة، حيث طلب منهم عزل أنفسهم لمدة عشرة أيام ابتداءً من تاريخ وصولهم إلى البلاد، وذلك عقب إيجابية فحص أحد الركاب المجهولين على متن رحلتهم لفيروس كورونا المستجد.
تأهلت بولي للمشاركة في الألعاب الأولمبية الصيفية 2020 في حدث زوجي السيدات ضمن فريقها الثنائي مع اللاعبة المبتدئة "أبرياني راهايو". وفي المباراة النهائية، فازت الفتاتان بالميدالية الذهبية ضد بطلتي العالم لعام 2017 "تشن تشينغشن" و"جيا ييفان" في جولتين متتاليتين بنتيجة (21-19) و(21-15). بذلك أصبحت "بولي" وزميلتها "راهايو" أول ثنائي غير مصنف يفوز بميدالية ذهبية في زوجي السيدات، وكانت هذه الميدالية الذهبية الأولى لإندونيسيا في فئة السيدات خلال الألعاب الأولمبية. وعند عمر الـ33 عاما و356 يوما، تعتبر "بولي" أكبر لاعبة كرة ريشة تفوز بميدالية ذهبية في الألعاب الأولمبية،  وبهذا الإنجاز أصبحت إندونيسيا الدولة الثانية التي تحصل على ميدالية ذهبية في جميع التخصصات الخمسة لكرة الريشة بالألعاب الأولمبية. بعد نجاحها الأولمبي، تم تسمية مركز التدريب الرياضي للطلاب في جاكرتا على اسم بولي وزميلتها الأولمبية أبرياني راهايو.
في ديسمبر 2021 انتخبت الرياضية الإندونيسية "بولي" عضواً في اللجنة التنفيذية للاتحاد الدولي للريشة الطائرة، وتم تعيينها رئيسة للجنة في فبراير 2022. وقد أعلنت "بولني" رسمياً اعتزالها المشاركة الدولية بكرة الريشة في يونيو 2022، وذلك أثناء مشاركتها في البطولة الوطنية للعبة في جاكرتا.

## جوائز وترشيحات
| جائزة                              | سنة       | فئة                                                                                 | نتيجة | مرجع            |
| ---------------------------------- | --------- | ----------------------------------------------------------------------------------- | ----- | --------------- |
| كأس بادزين للعب النظيف             | 2009      | رياضي اللعب النظيف                                                                  | فوز   | [ 197 ]         |
| أوري                               | 2014      | الرياضي المفضل                                                                      | فوز   | [ 198 ]         |
| جوائز الرياضة الاندونيسية          | 2018      | لاعبة الزوجي المفضلة للسيدات مع أبرياني راهايو                                      | فوز   |                 |
| جوائز الرياضة الاندونيسية          | 2018      | لاعبة فريق السيدات المفضلة مع فريق كرة الريشة للسيدات في دورة الألعاب الآسيوية 2018 | فوز   |                 |
| جوائز الاتحاد الدولي لريشة الطائرة | 2020/2021 | ثنائي العام مع أبرياني راهايو                                                       | فوز   | [ 199 ]         |
| جوائز جاترا                        | 2021      | فئة الرياضة مع أبرياني راهايو                                                       | فوز   | [ 200 ]         |
| اختيار الخط اليوم                  | 2021      | أكثر رياضي إندونيسي مفضل مع أبرياني راهايو                                          | فوز   | [ 201 ] [ 202 ] |

## إنجازات

### الألعاب الأولمبية
زوجي السيدات
| سنة  | مكان                                         | شريك           | الخصم                 | نتيجة        | نتيجة | المرجع |
| ---- | -------------------------------------------- | -------------- | --------------------- | ------------ | ----- | ------ |
| 2020 | ساحة موساشينو فوريست الرياضية طوكيو، اليابان | أبرياني راهايو | تشن تشينغشن جيا ييفان | 21-19، 21-15 | ذهبية | [ 7 ]  |

### بطولة العالم لريشة الطائرة
زوجي السيدات
| السنة | الملعب                                                 | الشريك                   | الخصم                          | النتيجة      | المركز  | مرجع    |
| ----- | ------------------------------------------------------ | ------------------------ | ------------------------------ | ------------ | ------- | ------- |
| 2015  | إيستورا سنيان جاكرتا، إندونيسيا                        | نيتيا كريشيندا ماهيسواري | تيان تشينغ تشاو يونلي          | 8–21، 16–21  | برونزية | [ 203 ] |
| 2018  | حديقة نانجينغ الرياضية الأولمبية للشباب نانجينغ، الصين | أبرياني راهايو           | مايو ماتسوموتو واكانا ناجاهارا | 12–21، 21–23 | برونزية | [ 166 ] |
| 2019  | إس تي جاكوبشال بازل، سويسرا                            | أبرياني راهايو           | مايو ماتسوموتو واكانا ناجاهارا | 12–21، 19–21 | برونزية | [ 204 ] |

### الألعاب الآسيوية
زوجي السيدات
| سنة  | مكان                                                | شريك                     | الخصم                           | نتيجة        | نتيجة   | المرجع  |
| ---- | --------------------------------------------------- | ------------------------ | ------------------------------- | ------------ | ------- | ------- |
| 2014 | صالة جييانج للألعاب الرياضية إنشيون، كوريا الجنوبية | نيتيا كريشيندا ماهيسواري | ميساكي ماتسوتومو أياكا تاكاهاشي | 21-15، 21-9  | ذهبية   | [ 205 ] |
| 2018 | إستورا جيلورا بونج كارنو جاكرتا، أندونيسيا          | أبرياني راهايو           | ميساكي ماتسوتومو أياكا تاكاهاشي | 15-21، 17-21 | برونزية | [ 168 ] |

### بطولة آسيا للريشة الطائرة
زوجي السيدات
| سنة  | مكان                                                    | شريك                     | الخصم                     | نتيجة               | نتيجة   | المرجع  |
| ---- | ------------------------------------------------------- | ------------------------ | ------------------------- | ------------------- | ------- | ------- |
| 2005 | ملعب جاتشيبولي الداخلي، حيدر أباد، الهند                | جو نوفيتا                | كوميكو اوغورا ريكو شيوتا  | 10-15، 4-15         | برونزية | [ 206 ] |
| 2016 | صالة الألعاب الرياضية بمركز ووهان الرياضي، ووهان، الصين | نيتيا كريشيندا ماهيسواري | ناوكو فوكومان كرومي يوناو | 21-13، 19-21، 22-24 | برونزية | [ 140 ] |

### ألعاب جنوب شرق آسيا
زوجي السيدات
| سنة  | مكان                                          | شريك                     | الخصم                             | نتيجة               | نتيجة | المرجع  |
| ---- | --------------------------------------------- | ------------------------ | --------------------------------- | ------------------- | ----- | ------- |
| 2005 | ساحة فيلسبورتس مترو مانيلا، الفلبين           | جو نوفيتا                | تشين إيي هوي وونغ باي تي تي       | 12-15، 15-9، 13-15  | فضية  | [ 207 ] |
| 2007 | جامعة وونجشاواليتكول ناخون راتشاسيما، تايلاند | جو نوفيتا                | فيتا ماريسا ليليانا ناتسير        | 15-21، 14-21        | فضية  | [ 208 ] |
| 2013 | ملعب وونا ثيكدي الداخلي نايبيداو، ميانمار     | نيتيا كريشيندا ماهيسواري | فيفيان هوو وون خي وي              | 17-21، 21-18، 17-21 | فضية  | [ 107 ] |
| 2019 | مجمع مونتينلوبا الرياضي مترو مانيلا، الفلبين  | ابرياني راهايو           | شايانيت شلادشالام فاتيماس موينونج | 21-3، 21-18         | ذهبية | [ 9 ]   |

### بطولة العالم للناشئين
ثنائي الفتيات
| سنة  | مكان                        | شريك         | الخصم              | نتيجة      | نتيجة   | المرجع  |
| ---- | --------------------------- | ------------ | ------------------ | ---------- | ------- | ------- |
| 2004 | مينورو أرينا ريتشموند، كندا | هيني بوديمان | تيان تشينغ يو يانغ | 1-15، 2-15 | برونزية | [ 209 ] |

الزوجي المختلط
| سنة  | مكان                        | شريك      | الخصم             | نتيجة        | نتيجة | المرجع  |
| ---- | --------------------------- | --------- | ----------------- | ------------ | ----- | ------- |
| 2004 | مينورو أرينا ريتشموند، كندا | محمد رجال | هو هانبين يو يانغ | 12-15، 12-15 | فضبة  | [ 209 ] |

### بطولة آسيا للناشئين
ثنائي الفتيات
| سنة  | مكان                                     | شريك                     | الخصم               | نتيجة              | نتيجة   | مرجع    |
| ---- | ---------------------------------------- | ------------------------ | ------------------- | ------------------ | ------- | ------- |
| 2005 | التنس الداخلي سينايان، جاكرتا، إندونيسيا | نيتيا كريشيندا ماهيسواري | تشنغ شو لياو جينغمي | 15-7، 15-17، 13-15 | برونزية | [ 210 ] |

### جولة بي دبليو إف العالمية (6 ألقاب، 3 وصيف)
تم الإعلان عن سلسلة بطولات النخبة في العالم التي أطلق عليها اسم "جولة العالم" في مارس من عام 2017 وتم تنفيذها في عام 2018، وهي مجموعة من البطولات الرسمية المنظمة بواسطة الاتحاد الدولي لريشة الطائرة. وتنقسم جولة العالم إلى مستويات مختلفة مثل بطولة نهائيات الجولة العالمية، والسوبر 1000، والسوبر 750، والسوبر 500، والسوبر 300 (جزء من سلسلة جولات الـHSBC)، وبطولة سوبر 100.
زوجي السيدات
| السنة | المسابقة           | المستوى   | الشريك         | الخصم                                    | النتيجة             | المركز | المرجع  |
| ----- | ------------------ | --------- | -------------- | ---------------------------------------- | ------------------- | ------ | ------- |
| 2018  | ماسترز اندونيسيا   | سوبر 500  | ابرياني راهايو | ميساكي ماتسوتومو أياكا تاكاهاشي          | 17-21، 12-21        | الوصيف | [ 160 ] |
| 2018  | الهند المفتوحة     | سوبر 500  | ابرياني راهايو | جونغكولفان كيتيثاراكول رويندا براجونججاي | 21-18، 21-15        | الفائز | [ 213 ] |
| 2018  | تايلاند المفتوحة   | سوبر 500  | ابرياني راهايو | ميساكي ماتسوتومو أياكا تاكاهاشي          | 21-13، 21-10        | الفائز | [ 165 ] |
| 2019  | ماليزيا الماجستير  | سوبر 500  | ابرياني راهايو | يوكي فوكوشيما ساياكا هيروتا              | 21-18، 16-21، 16-21 | الوصيف | [ 214 ] |
| 2019  | الهند المفتوحة     | سوبر 500  | ابرياني راهايو | تشاو مي كوان لي منغ يان                  | 21-11، 25-23        | الفائز | [ 215 ] |
| 2020  | ماسترز اندونيسيا   | سوبر 500  | ابرياني راهايو | مايكين فرورجارد سارة ثايجيسن             | 18-21، 21-11، 23-21 | الفائز | [ 184 ] |
| 2020  | اسبانيا الماجستير  | سوبر 300  | ابرياني راهايو | غابرييلا ستويفا ستيفاني ستويفا           | 18-21، 22-20، 21-17 | الفائز | [ 185 ] |
| 2020  | تايلاند المفتوحة   | سوبر 1000 | ابرياني راهايو | جونغكولفان كيتيثاراكول رويندا براجونججاي | 21-15، 21-12        | الفائز | [ 188 ] |
| 2021  | إندونيسيا المفتوحة | سوبر 1000 | ابرياني راهايو | نامي ماتسوياما شيهارو شيدا               | 19-21، 19-21        | الوصيف | [ 216 ] |

### سوبر سيريس (3 ألقاب، 6 وصيف)
أطلقت سلسلة بطولات النخبة المعروفة باسم "سوبر سيريز" يوم 14 ديسمبر من العام 2006م ونفذت في العام 2007م، وكانت هذه السلسلة تضم بطولات رسمية منظمة بواسطة الاتحاد الدولي لريشة الطائرة. وتتكون مستويات سلسلة السوبر سيريز من مستوى السوبر سيريز ومستوى السوبر سيريز بريمير. وكان موسم واحد للسوبر سيريز يتكون من 12 بطولة حول العالم قدمت منذ العام 2011م. ودعيت اللاعبات الناجحات للمشاركة في نهائيات السوبر سيريز والتي كانت تقام بنهاية كل سنة.
| السنة | المسابقة           | الشريك                   | الخصم                           | النتيجة             | المركز | المرجع  |
| ----- | ------------------ | ------------------------ | ------------------------------- | ------------------- | ------ | ------- |
| 2007  | ماليزيا المفتوحة   | فيتا ماريسا              | جاو لينج هوانغ سوي              | 21-19، 12-21، 11-21 | الوصيف | [ 219 ] |
| 2009  | سنغافورة المفتوحة  | نيتيا كريشيندا ماهيسواري | تشانغ ياوين تشاو تينغ تينغ      | 14-21، 13-21        | الوصيف | [ 62 ]  |
| 2015  | إندونيسيا المفتوحة | نيتيا كريشيندا ماهيسواري | تانغ جينهوا تيان تشينغ          | 11-21، 10-21        | الوصيف | [ 126 ] |
| 2015  | كوريا المفتوحة     | نيتيا كريشيندا ماهيسواري | تشانغ يي نا لي سو هي            | 21-15، 21-18        | الفائز | [ 130 ] |
| 2016  | سنغافورة المفتوحة  | نيتيا كريشيندا ماهيسواري | ميساكي ماتسوتومو أياكا تاكاهاشي | جولة                | الفائز | [ 137 ] |
| 2016  | أستراليا المفتوحة  | نيتيا كريشيندا ماهيسواري | باو يشين تشن تشينغشن            | 21-23، 17-21        | الوصيف | [ 142 ] |
| 2017  | فرنسا المفتوحة     | ابرياني راهايو           | لي سو هي شين سيونج تشان         | 21-17، 21-15        | الفائز | [ 220 ] |
| 2017  | هونج كونج المفتوحة | ابرياني راهايو           | تشن تشينغشن جيا ييفان           | 21-14، 16-21، 15-21 | الوصيف | [ 221 ] |

الزوجي المختلط
| السنة | المسابقة        | الشريك    | الخصم                   | النتيجة             | المركز | المرجع  |
| ----- | --------------- | --------- | ----------------------- | ------------------- | ------ | ------- |
| 2007  | سويسرا المفتوحة | محمد رجال | لي يونج داي لي هيو جونغ | 21-14، 16-21، 18-21 | الوصيف | [ 222 ] |

  نهائي سوبر سيريس
  سوبر سيريس بريمير
  سوبر سيريس

### جائزة بي دبليو إف الكبرى (5 ألقاب، 6 وصيف)
كان لجولات جراند بريكس مستويين هما جراند بريكس وجراند بريكس جولد. وهما كانا عبارة عن سلسلة من بطولات كرة الريشة الرسمية المنظمة بواسطة الاتحاد الدولي لريشة الطائرة، ولعبت بين عامي 2007 و2017.
زوجي السيدات
| السنة | المنافسة                   | الشريك                   | الصم                              | النتيجة             | المركز | مرجع    |
| ----- | -------------------------- | ------------------------ | --------------------------------- | ------------------- | ------ | ------- |
| 2006  | كوريا المفتوحة             | جو نوفيتا                | يانغ وي تشانغ جيوين               | 10–21، 11–21        | الوصيف | [ 223 ] |
| 2006  | الفلبين المفتوحة           | جو نوفيتا                | راني موندياستي إندانج نورسوجيانتي | 21–16، 21–13        | الفائز | [ 224 ] |
| 2010  | ماكاو المفتوحة             | ميليانا جوهري            | تشينغ ون شينج شيان يوتشين         | 21–16، 18–21، 16–21 | الوصيف | [ 225 ] |
| 2010  | إندونيسيا جراند بريكس جولد | ميليانا جوهري            | لو يينغ لو يو                     | 21–11، 18–21، 11–21 | الوصيف | [ 226 ] |
| 2011  | تايبيه الصينية المفتوحة    | ميليانا جوهري            | ها جونغ يون كيم مين جونج          | 21–14، 18–21، 0–2   | الوصيف | [ 227 ] |
| 2013  | تايلاند المفتوحة           | نيتيا كريشيندا ماهيسواري | يوريكو ميكي كوهارو يونيموتو       | 21–7، 21–13         | الفائز | [ 102 ] |
| 2014  | سويسرا المفتوحة            | نيتيا كريشيندا ماهيسواري | باو ييشين تانغ جين                | 21–19، 16–21، 13–21 | الوصيف | [ 228 ] |
| 2014  | تايبيه الصينية المفتوحة    | نيتيا كريشيندا ماهيسواري | وانغ أولي يو يانغ                 | 21–18، 21–11        | الفائز | [ 229 ] |
| 2015  | تايبيه الصينية المفتوحة    | نيتيا كريشيندا ماهيسواري | لو يينغ لو يو                     | 21–17، 21–17        | الفائز | [ 230 ] |
| 2015  | إندونيسيا ماسترز           | نيتيا كريشيندا ماهيسواري | تانغ يوانتينغ يو يانغ             | 18–21، 11–21        | الوصيف | [ 231 ] |
| 2017  | تايلاند المفتوحة           | أبرياني راهايو           | شايانيت شلادشالام فاتيماس موينونج | 21–12، 21–12        | الفائز | [ 232 ] |

  جراند بريكس جولد
  جراند بريكس

## سجل ضد المنافسين المختارين
سجل ضد المتأهلين إلى نهائيات العام، والمتأهلين إلى نصف نهائي بطولة العالم، والمتأهلين إلى ربع نهائي الألعاب الأولمبية.
| اللاعبين                                  | م | ف | خ | فرق |
| ----------------------------------------- | - | - | - | --- |
| تشن تشينغشن وجيا ييفان                    | 1 | 1 | 0 | +1  |
| تشنغ شو وتشاو يونلي                       | 3 | 1 | 2 | -1  |
| دو جينغ ويو يانغ                          | 1 | 0 | 1 | -1  |
| لوه ينغ ولوه يو                           | 6 | 4 | 2 | +2  |
| ما جين ووانغ شياو لي                      | 3 | 0 | 3 | -3  |
| تانغ يوانتينغ ويو يانغ                    | 8 | 2 | 6 | -4  |
| تيان تشينغ وتشاو يونلي                    | 6 | 2 | 4 | -2  |
| وانغ شياو لي ويو يانغ                     | 6 | 3 | 3 | 0   |
| تشانغ ياوين وتشاو تينغ تينغ               | 2 | 0 | 2 | -2  |
| تشينغ ون شينج وتشين يو تشين               | 1 | 0 | 1 | -1  |
| كاميلا ريتر جول ولينا فرير كريستيانسن     | 3 | 2 | 1 | +1  |
| كريستينا بيدرسن وكاميلا ريتر جول          | 7 | 5 | 2 | +3  |
| جوالا جوتا وأشويني بونابا                 | 3 | 2 | 1 | +1  |
| ناوكو فوكومان وكورومي يوناو               | 7 | 5 | 2 | +3  |
| ريكا كاكيوا وميوكي مايدا                  | 5 | 2 | 3 | -1  |
| ميوكي مايدا وساتوكو سويتسونا              | 3 | 2 | 1 | +1  |
| ميساكي ماتسوتومو وأياكا تاكاهاشي          | 5 | 2 | 3 | -1  |
| فيفيان هوو وون خي وي                      | 4 | 2 | 2 | 0   |
| تشين إي هوي ووونغ باي تتي                 | 2 | 1 | 1 | 0   |
| إيفجي موسكينز وسيلينا بيك                 | 1 | 1 | 0 | +1  |
| تشانغ يي نا ولي سو هي                     | 4 | 3 | 1 | +2  |
| جونغ كيونغ أون وشين سيونغ تشان            | 4 | 2 | 2 | 0   |
| لي سو هي وشين سونغ تشان                   | 2 | 2 | 0 | +2  |
| بوتيتا سوباجيراكول وسابسيري تايراتاناتشاي | 3 | 2 | 1 | +1  |

| اللاعبين                         | م | ف | خ | فرق |
| -------------------------------- | - | - | - | --- |
| ليان تشو ورينوغا فيران           | 1 | 1 | 0 | +1  |
| لوه ينغ ولوه يو                  | 2 | 0 | 2 | -2  |
| ما جين ووانغ شياو لي             | 1 | 0 | 1 | -1  |
| تيان تشينغ وتشاو يونلي           | 2 | 0 | 2 | -2  |
| وانغ شياو لي ويو يانغ            | 1 | 0 | 1 | -1  |
| تشينغ ون شينج وتشين يو تشين      | 5 | 1 | 4 | -3  |
| كريستينا بيدرسن وكاميلا ريتر جول | 2 | 0 | 2 | -2  |
| جوالا جوتا وأشويني بونابا        | 3 | 3 | 0 | +3  |
| ميزوكي فوجي وريكا كاكيوا         | 2 | 1 | 1 | 0   |
| ميوكي مايدا وساتوكو سويتسونا     | 5 | 1 | 4 | -3  |
| ميساكي ماتسوتومو وأياكا تاكاهاشي | 1 | 0 | 1 | -1  |
| فيفيان هوو وون خي وي             | 3 | 1 | 2 | -1  |
| تشين إي هوي ووونغ باي تتي        | 5 | 5 | 0 | +5  |
| فاليريا سوروكينا ونينا فيسلوفا   | 1 | 1 | 0 | +1  |
| ميشيل إدواردز وأناري فيلجوين     | 2 | 2 | 0 | +2  |
| إيوم هاي وون وتشانغ يي نا        | 1 | 0 | 1 | -1  |
| ها جونج إيون وكيم مين جونج       | 5 | 1 | 4 | -3  |

| اللاعبين                                  | م  | ف | خ  | فرق |
| ----------------------------------------- | -- | - | -- | --- |
| تشن تشينغشن وجيا ييفان                    | 10 | 4 | 6  | -2  |
| دو يو ولي ينهوي                           | 7  | 4 | 3  | +1  |
| كريستينا بيدرسن وكاميلا ريتر جول          | 2  | 1 | 1  | 0   |
| يوكي فوكوشيما وساياكا هيروتا              | 11 | 3 | 8  | -5  |
| مايو ماتسوموتو وواكانا ناجهارا            | 5  | 1 | 4  | -3  |
| ميساكي ماتسوتومو وأياكا تاكاهاشي          | 12 | 2 | 10 | -8  |
| نامي ماتسوياما وتشيهارو شيدا              | 4  | 2 | 2  | 0   |
| شيهو تاناكا وكوهارو يونيموتو              | 4  | 3 | 1  | +2  |
| فيفيان هوو وون خي وي                      | 1  | 0 | 1  | -1  |
| سيلينا بيك وشيريل سينين                   | 1  | 1 | 0  | +1  |
| تشانغ يي نا ولي سو هي                     | 1  | 0 | 1  | -1  |
| كيم سو يونج وكونج هي يونج                 | 4  | 1 | 3  | -2  |
| لي سو هي وشين سونغ تشان                   | 8  | 6 | 2  | +4  |
| بوتيتا سوباجيراكول وسابسيري تايراتاناتشاي | 4  | 3 | 1  | +2  |